# Römerswil
Römerswil – miejscowość i gmina w środkowej Szwajcarii, w kantonie Lucerna, w okręgu Hochdorf. Leży nad jeziorem Baldeggersee. 1 stycznia 2005 do gminy przyłączono gminę Herlisberg.

## Demografia
W Römerswil mieszka 1770 osób. W 2021 roku 8,7% populacji gminy stanowiły osoby urodzone poza Szwajcarią. 

## Polityka
Burmistrzem gminy jest Urs Schryber. Oprócz niego, istnieje samorząd lokalny, którego członkami są: Hubert Bösch, Andreas Spiess, Felix Kolly, Bernadette Hochuli oraz Horst Beck. Mieści się tam także komisja edukacyjna, której członkami są: Pius Amrein, Urs Achermann, Hubert Bösch, Barbara Rölli-Schön oraz Vreni Zurfluh. W Römerswil znajdują się trzy strony polityczne: Chrześcijańsko-Demokratyczna Partia Ludowa Szwajcarii (niem. Christlich-demokratische Volkspartei), Wolna Partia Demokratyczna (niem. Freisinnig-demokratische Partei) oraz Szwajcarska Partia Ludowa (niem. Schweizerische Volksparte).